# Charles Spencer-Churchill, IX duque de Marlborough
Charles Spencer-Churchill, 9.º duque de Marlborough, KG, PC (13 de noviembre de 1871 – 30 de junio de 1934), Conde de Sunderland hasta 1883 y Marqués de Blandford entre 1883 y 1892, fue un soldado y político conservador británico. Conocido como "Sunny" Marloborough por el título de cortesía de Conde de Sunderland.

## Antecedentes y educación
Nacido en  Simla, India, Marlborough era el único hijo de George Spencer-Churchill, 8.º duque de Marlborough, y Lady Albertha Frances Anne, hija de James Hamilton, 1er duque de Abercorn. Era sobrino de Lord Randolph Churchill y primo de Sir Winston Churchill. Fue educado en Winchester y en el Trinity College de Cambridge.

## Carrera política
Marlborough ingresó a la Cámara de los Lores después de la temprana muerte de su padre en 1892, haciendo su primer discurso en agosto de 1895. En 1899, fue nombrado Pagador General (Paymaster General) por Lord Salisbury, cargo que ocupó hasta 1902, cuando ocupó el cargo de Subecretario de Estado para las Colonias, durante el gobierno Arthur Balfour entre 1903 y 1905. Juró como Consejero Privado en 1899. Volvió a ocupar un cargo político durante la Primera Guerra Mundial, cuando fue Secretario Adjunto Parlamentario a la Junta de Agricultura y Pesca entre 1917 y 1918 en el gobierno de coalición de David Lloyd George. Realizó su último discurso en la Cámara de los Lores en diciembre de 1931.
Marlborough fue también Lord High Steward en la coronación de Eduardo VII en 1902, Alcalde de Woodstock, entre 1907 y 1908 y Lord Teniente de Oxfordshire entre 1915 y 1934. En 1902 fue nombrado Caballero de la Jarretera.

## Carrera militar
Marlborough fue oficial de Queen's Own Oxfordshire Hussars, luchando en la segunda guerra bóer como capitán de los Yeomanry Imperial y como secretario militar adjunto de lord Roberts, fue mencionado en los despachos. Volvió al servicio activo durante la Primera Guerra Mundial, cuando se desempeñó como teniente coronel del Estado Mayor.

## Familia

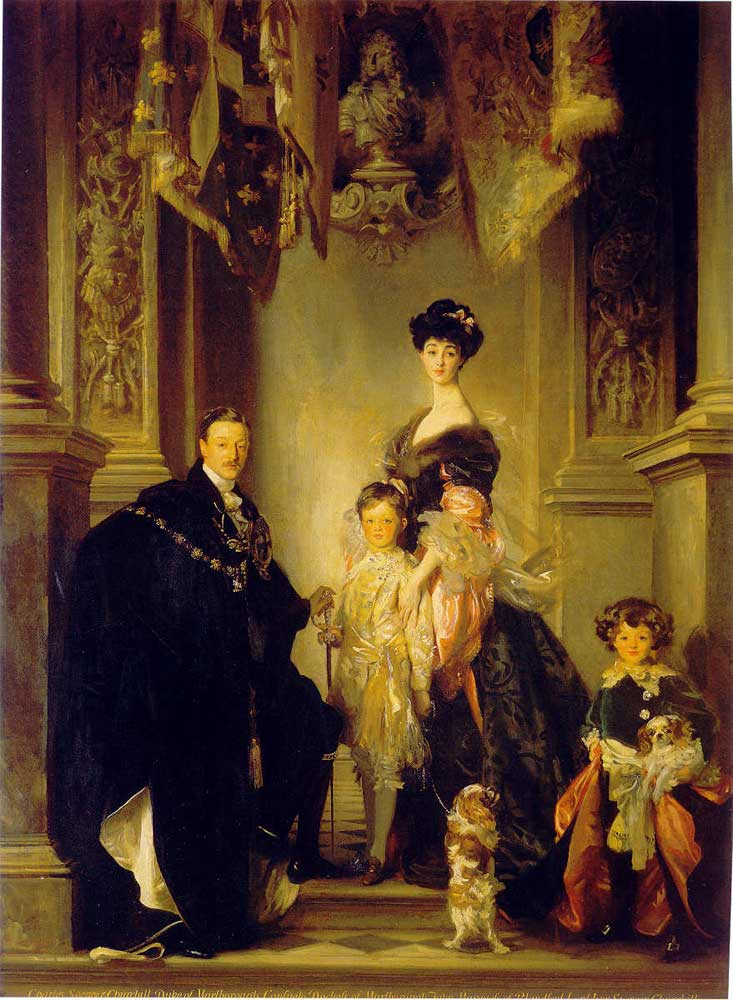
El Duque de Marlborough y su familia, por John Singer Sargent.

Marlborough se casó dos veces. Su primera esposa fue la heredera americana, Consuelo Vanderbilt, se casaron en Saint Thomas Church en Nueva York, el 6 de noviembre de 1895. Tuvieron dos hijos, John Spencer-Churchill, marqués de Blandford, después 10 duque de Marlborough, y Lord Ivor Spencer-Churchill. (Su famosa madre se refería a ellos como "el heredero y el repuesto") La dote Vanderbilt fue utilizada para restaurar el Palacio de Blenheim y reponer su mobiliario y biblioteca, ya que mucho del contenido original había sido vendido durante el siglo XIX. Muchas de las joyas usadas por las posteriores Duquesas de Marlborough también datan de este período. El 9.º duque empleó al paisajista Achille Duchenne para crear el jardín acuático en la terraza de Blenheim. Sin embargo, la pareja se divorció en 1921 y el matrimonio fue anulado por la Santa Sede cinco años después.
Marlborough se volvería a casar con otra estadounidense, Gladys Marie Deacon, en 1921. Era hija de Edward Parker Deacon y de Florence Baldwin. Después, de su infeliz matrimonio sin hijos, ella mantuvo un revólver en su habitación para evitar la entrada de su marido. La pareja se separó, pero nunca se divorció.
En el momento de su muerte, el duque supuestamente estaba negociando ingresar a una orden religiosa católica en Italia, se había convertido a esta religión a finales de la vida.